# مرادان
مرادان، روستایی در دهستان خانمیرزا بخش مرکزی شهرستان خانمیرزا در استان چهارمحال و بختیاری ایران است.اهالی روستای مرادان همگی بختیاری بوده و در مجموع طایفه ی مراد را به وجود می آورند.

## جمعیت
بر پایه سرشماری عمومی نفوس و مسکن در سال ۱۳۹۵، جمعیت این روستا برابر با ۱٬۹۶۱ نفر (۵۹۲ خانوار) بوده‌است.

## نگارخانه

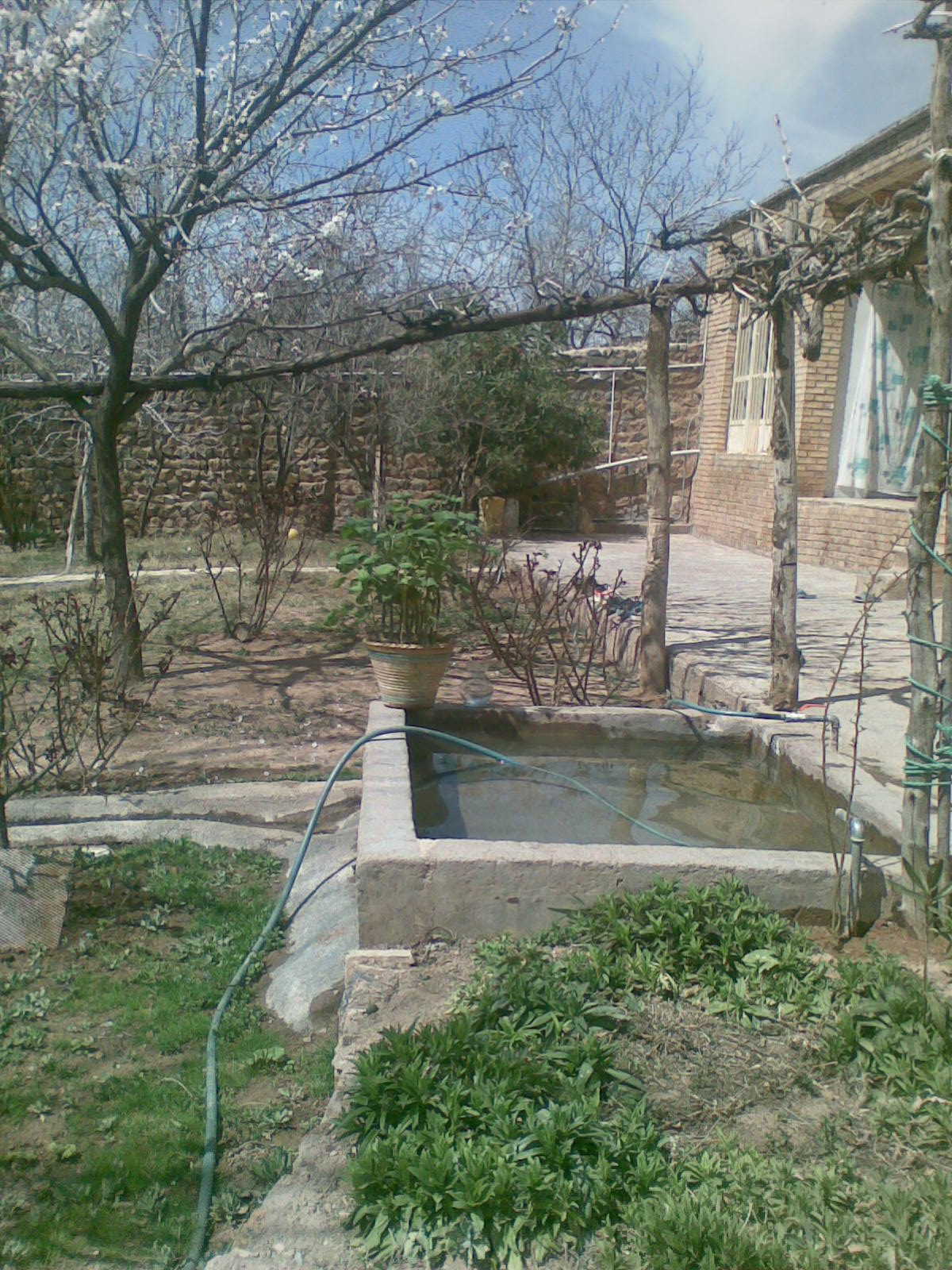
خانه روستایی
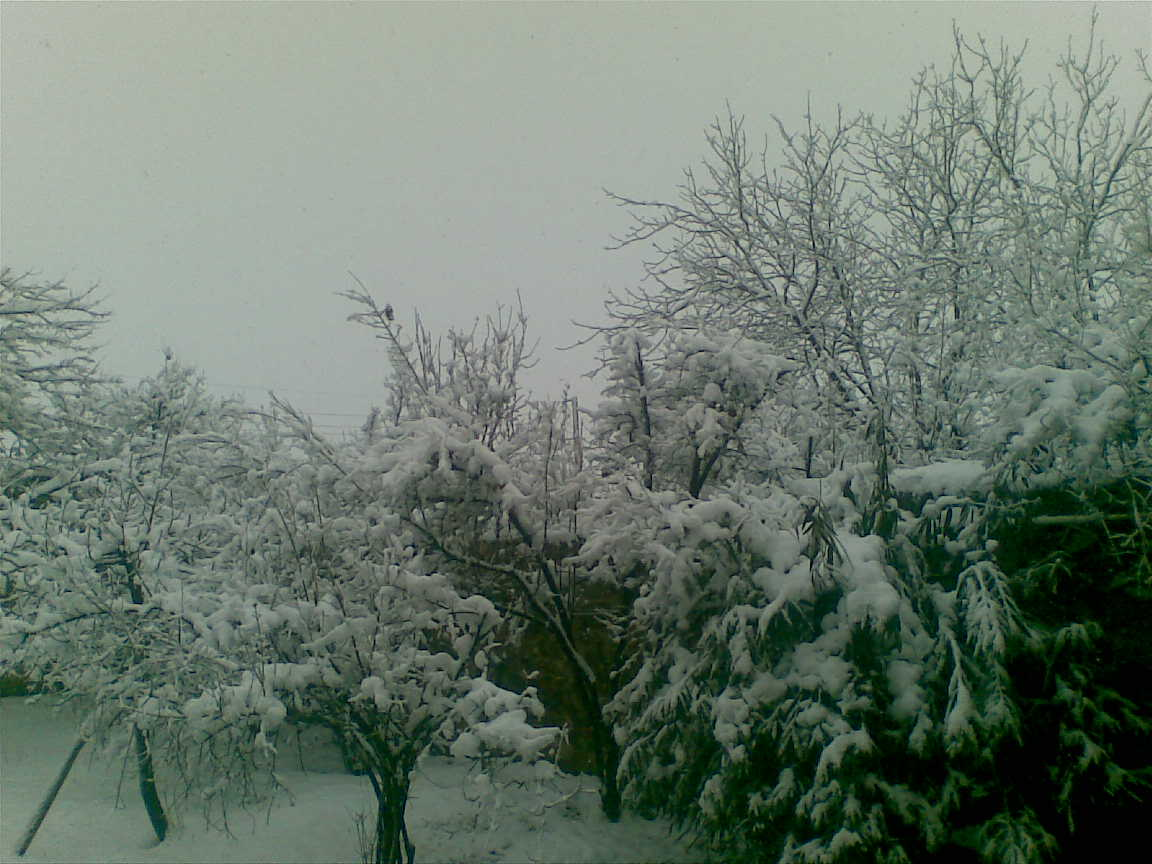
روزی برفی
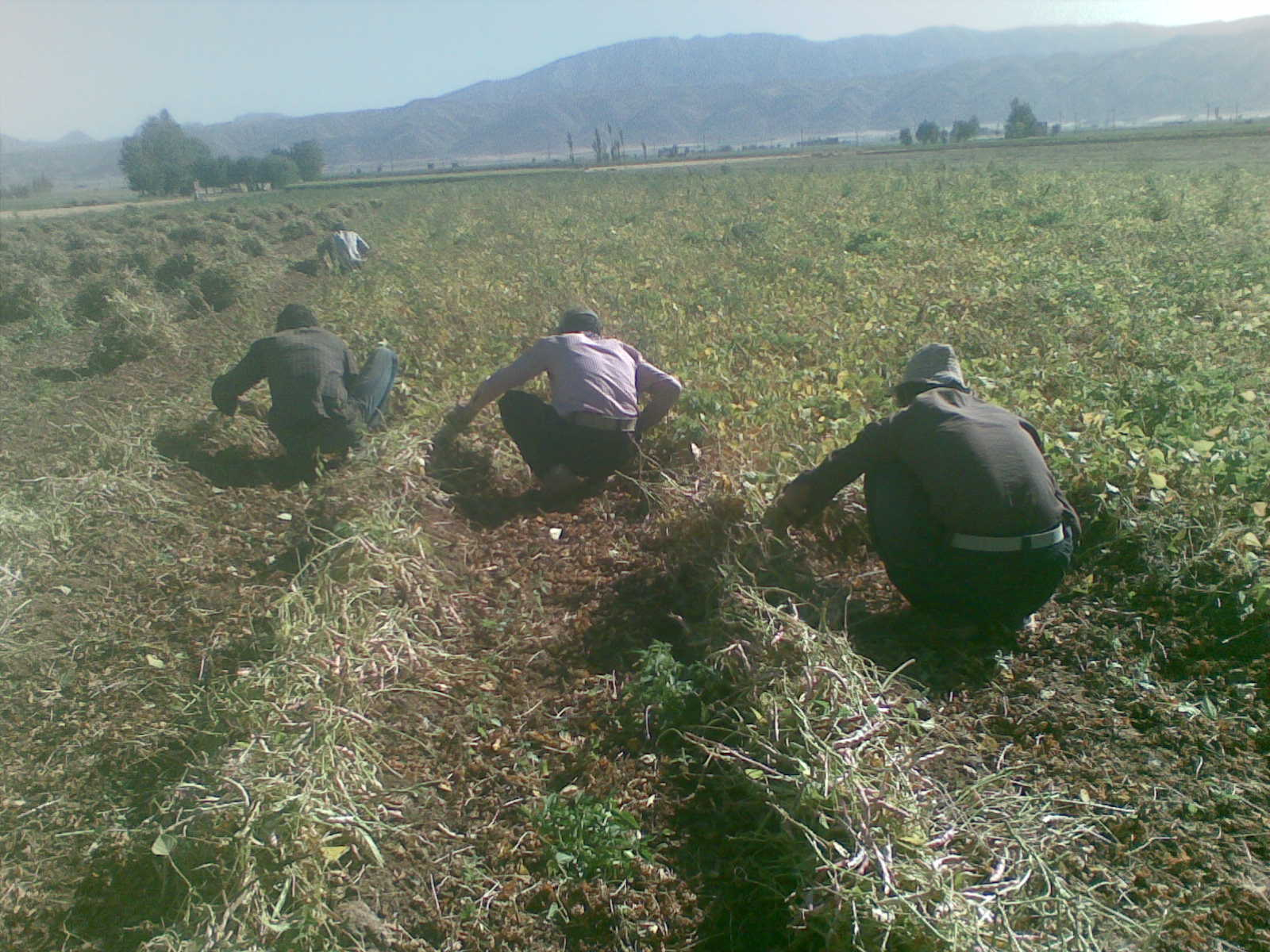
برداشت لوبیا
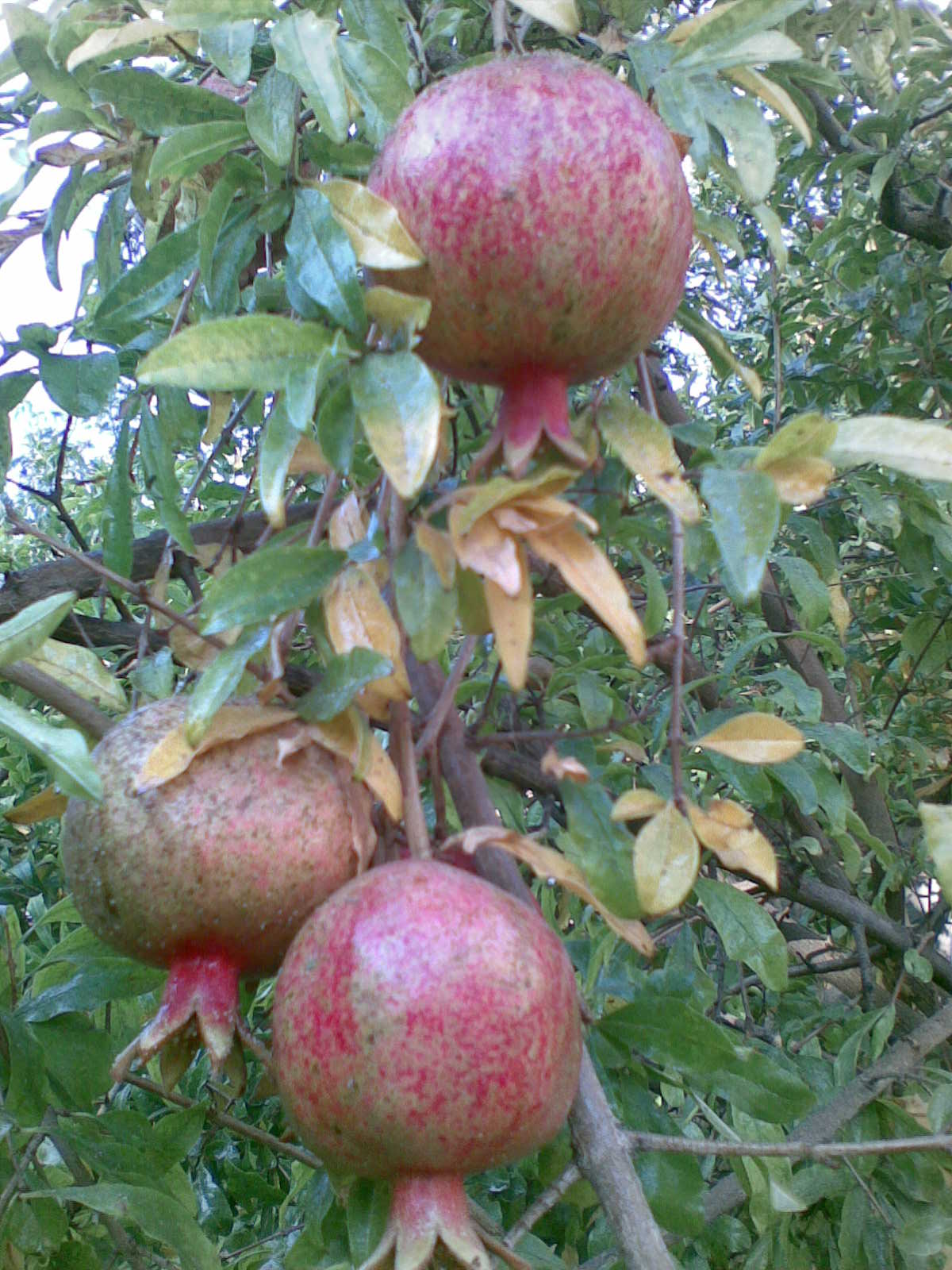
درخت میوه
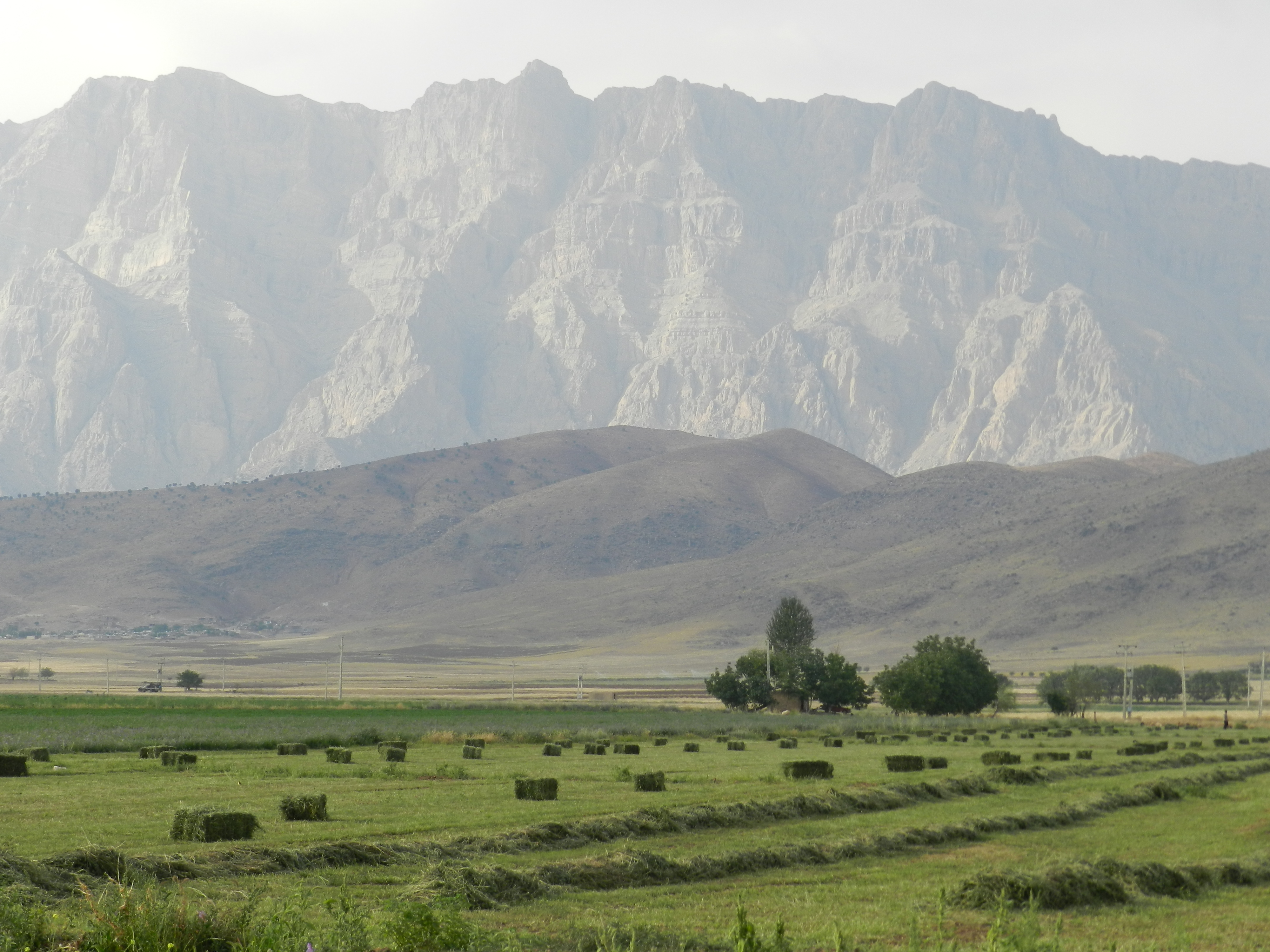
برداشت یونجه با چشم انداز سبزه کوه
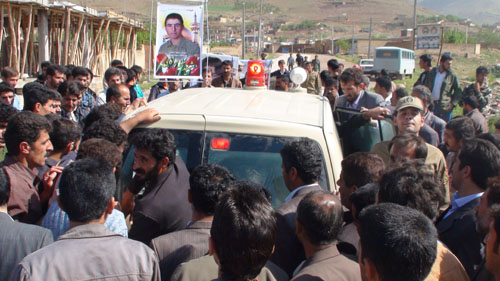
مراسم تشییع جنازه شهدا مسلم مرادی